# Nazaré
Nazaré (em hebraico: נָצְרַת; romaniz.: Náẓərat; em hebraico tiberiano: Nāṣəratṯ; em árabe: الناصرة; an-Nāṣira ou an-Naseriyye) é a capital e maior cidade do distrito Norte de Israel. Também funciona como uma capital árabe para os cidadãos árabes de Israel que constituem a vasta maioria da população local. No Novo Testamento, a cidade é descrita como local de nascimento de Maria, mãe de Jesus, e onde a mesma passou sua infância, e por este motivo é um centro de peregrinação cristã, com muitos santuários celebrando as associações bíblicas.

## Etimologia
Desde o tempo de Eusébio de Cesareia, porém, até o século XX especula-se que a etimologia de Nazaré deriva de netser, um "ramo" ou "broto", enquanto o Evangelho de Felipe (apócrifo) deriva o nome de nazara, que significa "verdade".

## Geografia e população

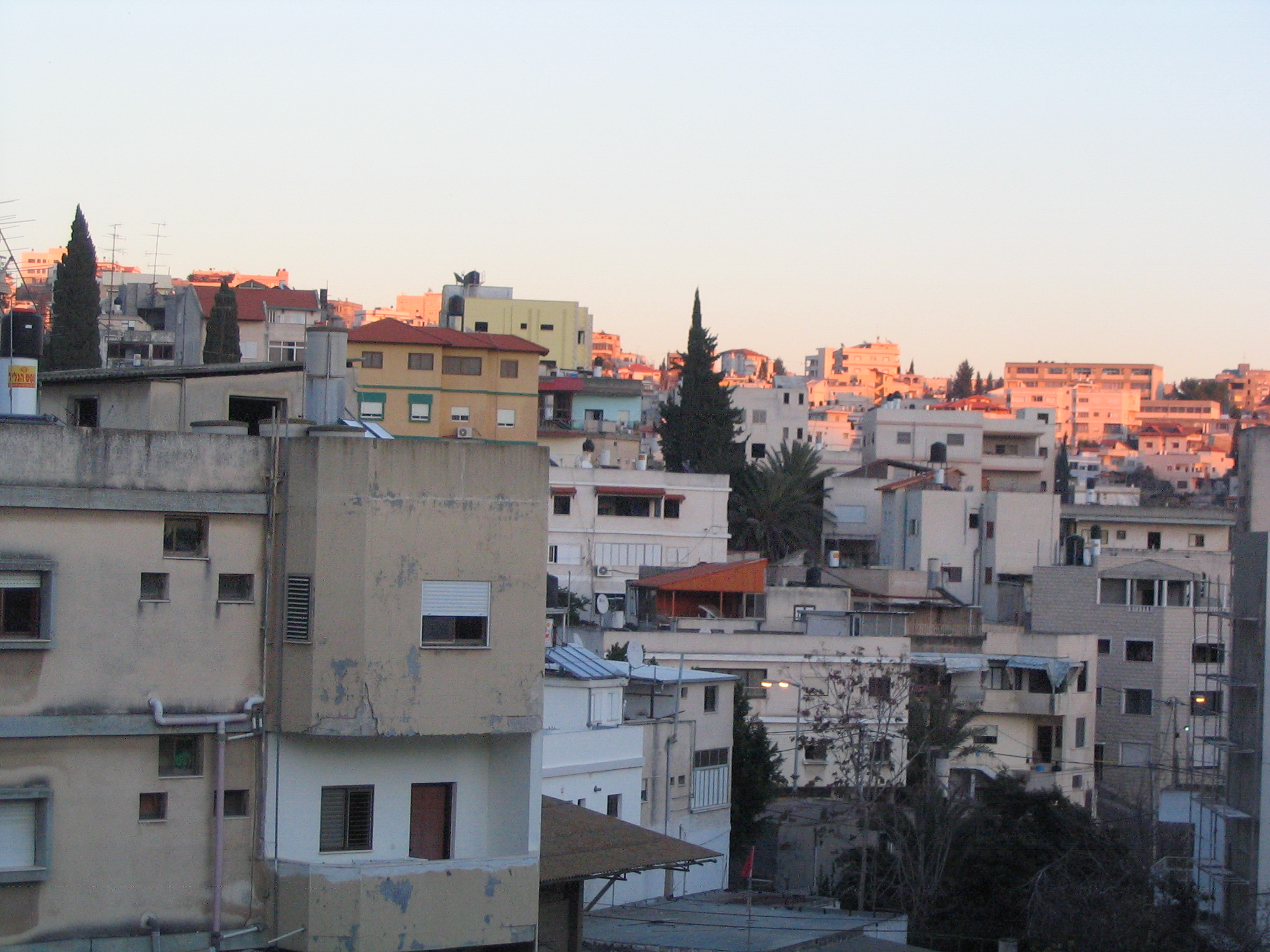
Um bairro de Nazaré ao pôr-do-sol

A Nazaré moderna está sobre em um platô, a cerca de 350m acima do nível do mar, situada entre em meio aos montes de 1 600 pés que formam a parte mais ao sul da cadeia de montanhas do Líbano. Está a cerca de 25 km do Mar da Galileia e a cerca de 9 km a oeste do monte Tabor.
De acordo com o Escritório Central de Estatísticas de Israel, Nazaré tem uma população de aproximadamente 65 000 (em 2005). A imensa maioria de seus residentes são cidadãos árabes de Israel, dos quais 31,3% são cristãos e 68,7% são muçulmanos. Nazaré forma uma área metropolitana com os conselhos locais de Yafa an-Naseriyye ao sul, Reineh, Mashhad e Kafr Kanna ao norte, Iksal e a cidade adjacente de Nazaré Illit ao leste e Elot ao oeste. Juntas, elas formam a região metropolitana de Nazaré, que tem uma população de aproximadamente 185.000, dos quais mais de 145.000 são árabes.

## História

### História antiga e evidência arqueológica
A pesquisa arqueológica revelou um centro funerário e religioso em Kfar HaHoresh, a cerca de duas milhas de Nazaré, datado como tendo aproximadamente 9 000 anos (correspondendo ao período que é conhecido como Neolítico pré-cerâmica B). Os restos de 65 indivíduos foram encontrados, enterrados sob imensas estruturas horizontais de pedra, algumas das quais chegam a 3 toneladas de gesso branco produzido no próprio local. Caveiras humanas ornamentadas que foram descobertas no local levaram os arqueólogos a acreditar que Kfar HaHoresh foi um importante centro de culto naquela era remota.
Chad Emmet é autor de um estudo sociológico sobre a Nazaré moderna intitulado "Além da Basília: cristãos e muçulmanos em Nazaré". Este livro tenta "compreender melhor como cristãos e muçulmanos conseguiram viver juntos por séculos em uma relativa paz, numa região conhecida por seus conflitos étnicos e religiosos, e determinar até que ponto eles permaneceram segregados em bairros diferentes de acordo com suas religiões." Emmet afirma que as escavações arqueológicas na vizinhança das atuais Basílica da Anunciação e Igreja de São José revelaram pedaços de cerâmica da Idade do Bronze (2 200 a 1 500 a.C.) e artefatos, silos e moinhos da Idade do Ferro (1 500 a 586 a.C.). Entretanto, escavações conduzidas antes de 1931 na área venerada pelos franciscanos não revelaram "nenhum traço de colonização romana ou grega" ali, e, de acordo com estudos feitos entre 1955 e 1990, nenhuma evidência arqueológica dos períodos assírio, babilônio, persa, helênico ou do início do período romano foi encontrada. Bagatti, o principal arqueólogo nos sítios venerados em Nazaré, desenterrou grandes quantidades de artefatos do final do período romano e do período bizantino, o que assegura a indiscutível presença humana ali do século II em diante.
Emmet também afirma que "casas e sepulturas feitas de pedra construídas sobre cavernas, naturais ou escavadas na rocha, também foram encontradas, e que datariam da era romana (63 a.C. - 324 d.C.)."" No entanto, a afirmação costumeira de que os Nazarenos eram trogloditas (ou seja, viviam em cavernas) é impossível, pois "as cavernas da Galileia são úmidas e molhadas de dezembro a maio, e só poderiam ser usadas durante o verão e o outono."
Finalmente, Emmet afirma que "Sob o espectro dos dados arqueológicos, especula-se que os primeiros habitantes de Nazaré possam ter sido os cananeus, depois os israelitas e judeus da Galileia." De fato, os habitantes da região na Idade do Bronze devem ter sido cananeus, mas a falta de evidência arqueológica mostra que a presença israelita na bacia ainda não foi substanciada.
James Strange, um arqueólogo americano, ressalta que “Nazaré não é mencionada nas fontes antigas judaicas antes do século III. Isto provavelmente reflete a sua falta de proeminência tanto na Galileia como na Judeia.” Strange primeiro estimou a população de Nazaré na época de Cristo como de “aproximadamente 1600 a 2000 pessoas”, e, numa publicação subsequente, em um máximo de 480 pessoas.
Alguns historiadores sugeriram que a ausência de referências textuais a Nazaré no Velho Testamento e no Talmude, assim como nas obras de Josefo, sugeririam que uma cidade chamada 'Nazaré' nem mesmo existia nos dias de Jesus.
Muitos autores supõem que a antiga Nazaré foi construída em uma encosta, como era exigido pelas escrituras: "[E levaram Jesus] ao topo do monte no qual a cidade fora construída, para que o pudessem arremessar para baixo" (Lucas 4:29). O monte em questão, no entanto, o Nebi Sa'in, é muito íngreme para as antigas moradias. Bagatti mostrou, no entanto, que esta área foi claramente usada para tumbas e trabalhos de agricultura nas Idades do Bronze e do Ferro, assim como na segunda metade da ocupação romana.
Na metade dos anos 1990, um lojista chamado Elias Shama descobriu túneis sob sua loja, próxima ao Poço de Maria em Nazaré. Os túneis foram identificados como sendo o hipocausto de uma terma. O sítio ao redor foi escavado nos anos de 1997 e 1998 por Y. Alexandre, e os restos arqueológicos expostos foram estabelecidos como datando dos períodos dos romanos, cruzados, mamelucos e otomanos.
Uma tabuleta que está atualmente na Biblioteca Nacional de Paris, datada de 50 d.C., foi enviada de Nazaré para Paris em 1878. Ela contém uma inscrição conhecida como a "Ordenança de César", que prescreve a pena de morte para aqueles que violarem tumbas e sepulturas. No entanto, suspeita-se que esta inscrição tenha vindo de Nazaré de algum outro lugar (possivelmente Séforis). Bagatti escreve: “Não temos certeza de que ela foi encontrada em Nazaré, ainda que ela tenha vindo de Nazaré para Paris. Em Nazaré viviam vários vendedores de antiguidades, que conseguiam material antigo de diversos lugares.” C. Kopp é mais definitivo: "Deve-se aceitar com certeza que a [Ordinância de César]... foi trazida ao mercado de Nazaré por mercadores de fora." Jack Finegan descreve outras provas arqueológicas relacionadas ao povoamento da região de Nazaré durante as Idades do Bronze e do Ferro, e acrescenta que "Nazaré era um povoado fortemente judaico no período romano." A questão crítica agora sob o ponto de vista do debate acadêmico é de quando no período romano Nazaré veio a existir, ou seja, se os assentamentos lá começaram antes ou depois do ano 70 d.C. (primeira guerra judaico-romana).

### Referências bíblicas

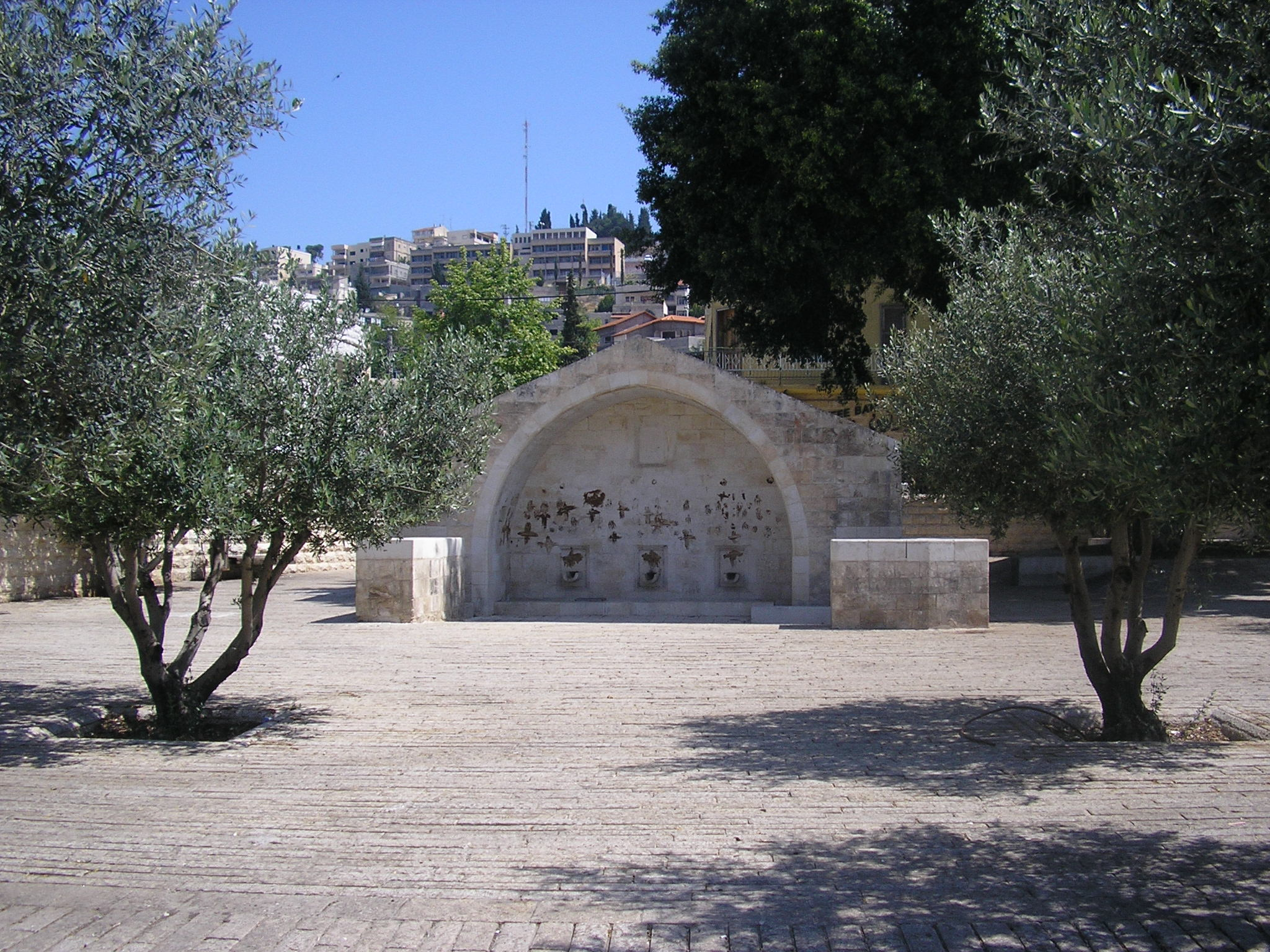
Poço de Maria - este santuário, celebrando a Virgem Maria, é um símbolo de Nazaré localizado em uma antiga fonte.

### 1947-1948

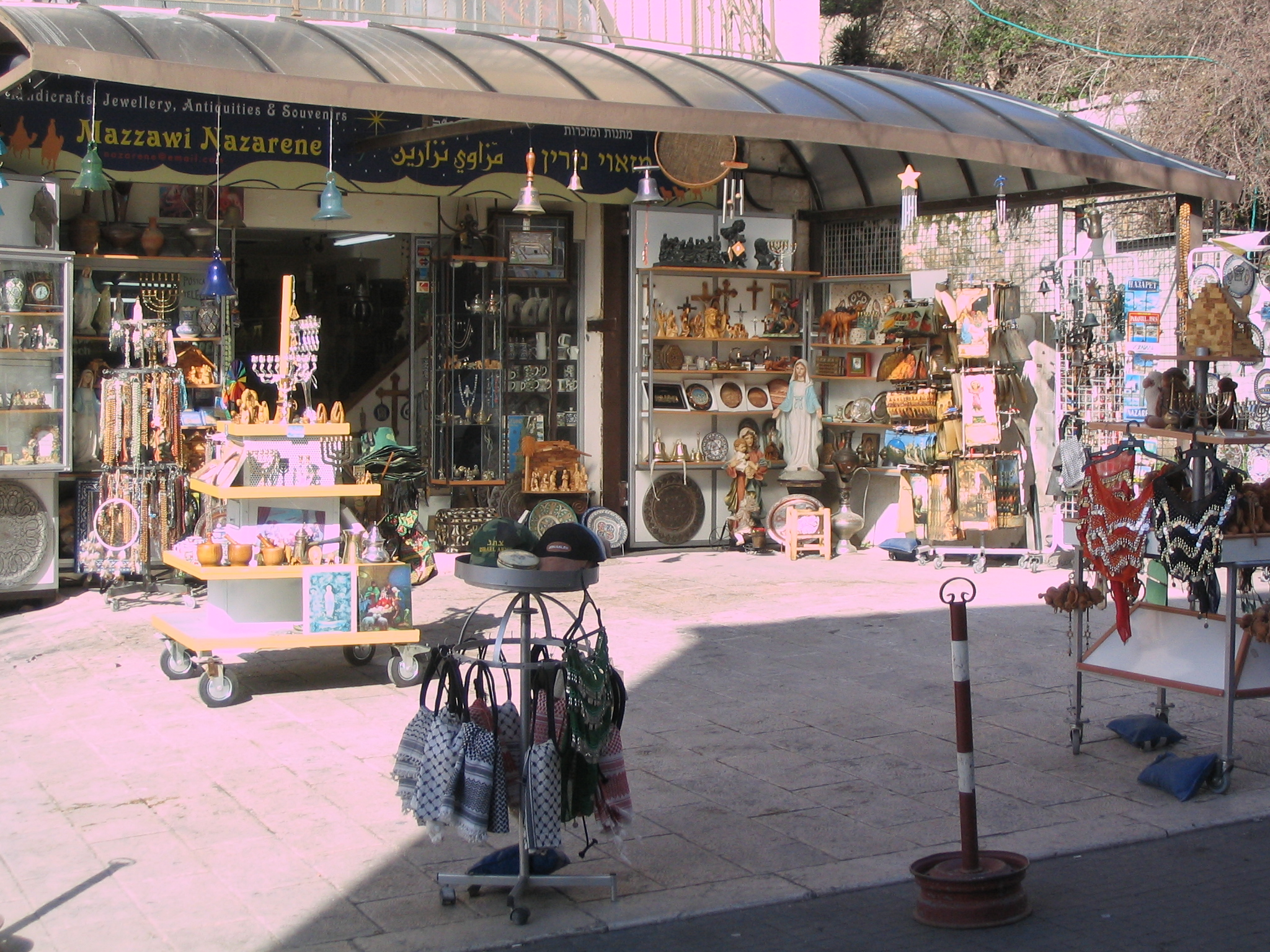
Loja de recordações próxima à Basílica da Anunciação

## Santuários religiosos

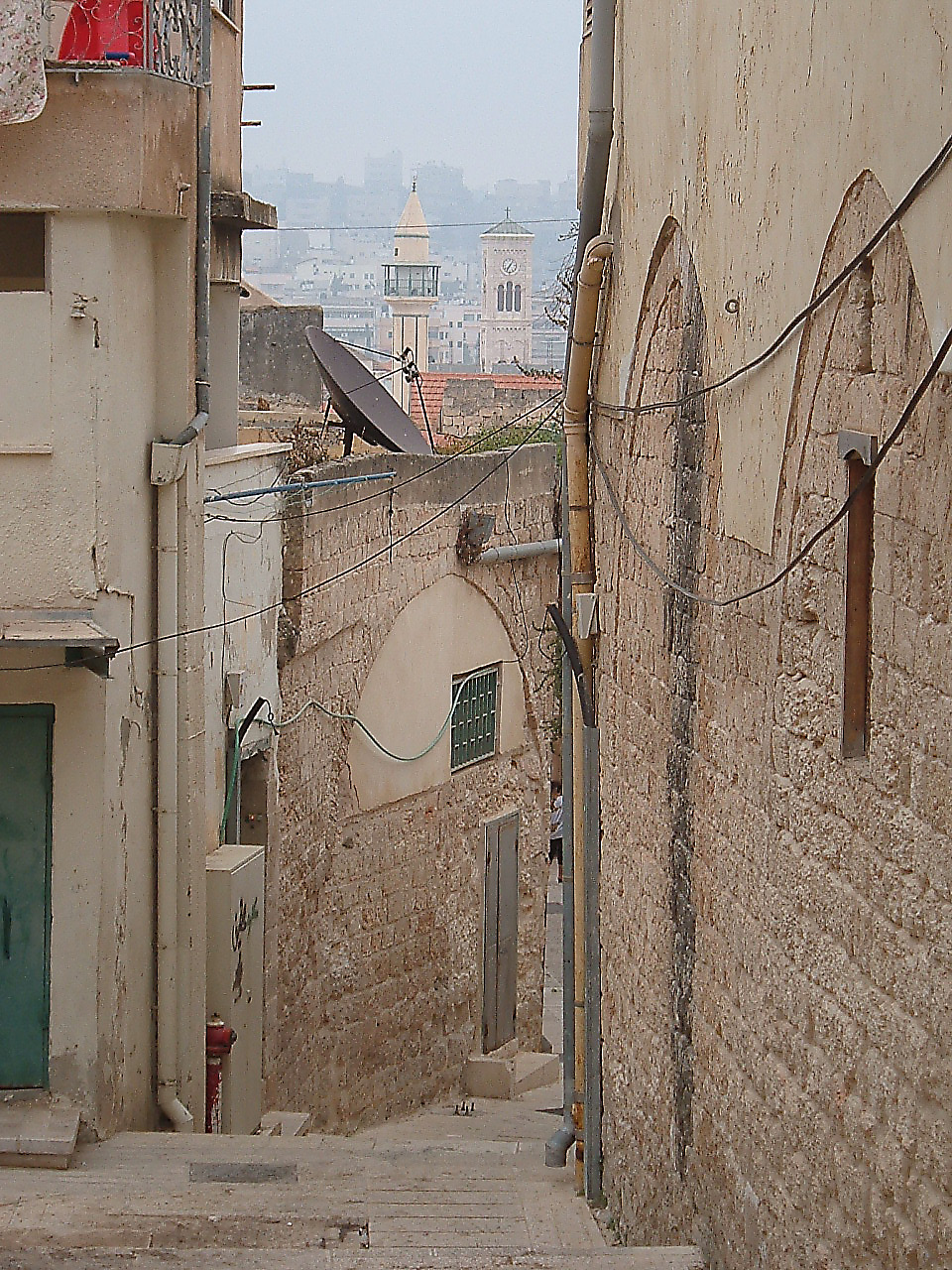
O minarete da Mesquita Branca e a torre do relógio ao lado da Igreja da Anunciação, vistos do Velho Mercado de Nazaré